# Raimundo I de Roergue
Raimundo I (fallecido en 865) fue el conde de Limoges (desde 841), Rouergue y Quercy (desde 849), y Tolosa y Albi (desde 852). Fue el hijo menor de Fulcoaldo de Rouergue y Senegunda, sobrina de Guillermo de Gellone a través de su hermana Alda.
En 852, a la muerte de su hermano Fredo, él, que ya era conde de Limoges, Quercy, y Rouergue, recibió Tolosa y Albi. En 862, se vio atacado por Hunifredo, conde de Barcelona, y obligado a abdicar Limoges. En 863, se vio de la misma manera obligado a abdicar de Rouergue y Tolosa. Murió en 865 mientras luchaba por sus posesiones contra el nuevo conde Sunifredo I.
De su esposa Berta, Raimundo tuvo cinco hijos:
- Bernardo II, conde de Tolosa,[1] Rouergue, Quercy, Albi, y Nîmes
- Fulgaudo, vizconde de Limoges
- Odón, conde de Tolosa, Rouergue, y Quercy y duque de Septimania
- Ariberto, abad de Vabres
- Faquilena de Rouergue que se casó con Lope I de Bigorra.